# Буш (група)
Вижте пояснителната страница за други значения на Буш.
Буш (на английски: Bush) е рок група от Лондон, Англия, създадена през 1992 г. и съществувала до 2002 г. Името им идва от район на Лондон, в който са живели – „Шепърдс Буш“.

## Състав
- Гавин Росдейл, вокали и китара
- Найджел Пулсфорд, китара
- Дейв Парсънс, бас
- Робин Гудридж, барабани
- Крис Трейнър, китара на турнето „Голдън Стейт“
- Саша Путнам

## Албуми
- Sixteen Stone (1994 г.)
- Razorblade Suitcase (Куфар с ножчета) (1996)
- Deconstructed (1997)
- The Science of Things (Науката за неща) (1999)
- Golden State (2001)
- The Best of: 1994-1999 (Най-доброто: 1994-1999) (2005)
- Zen X Four (2005)